# جول مدرم (لحج)
جول مدرم هي إحدى قرى الجمهورية اليمنية. تتبع جغرافيا لمحافظة لحج و إداريًا لمديرية المسيمير. يبلغ تعداد سكانها 1114 نسمة حسب الإحصاء الذي أجري عام 2004.